# نفيسة خاتون (ابنة مراد الأول)
نفيسة خاتون (بالتركية الحديثة: Nefise Hatun) أو نفيسة سلطان أو نفيسة ملك خاتون أو نفيسة ملك سلطان خاتون (حوالي 1363 ـ حوالي 1400 م) هي أميرة عثمانية، ابنة السلطان مراد الأول. تزوجت من الأمير علاء الدين علي القرماني، الذي كان مناوئًا للدولة العثمانية الصاعدة، وقد ورث ابنها محمد الثاني عرش إمارة قرمان عن أبيه، وتزوج من الأميرة إنجه خاتون، ابنة السلطان العثماني محمد الأول، ليبدأ بهذا الزواج عهدًا من التحالف بين العثمانيين والقرمانيين.